# Ronde van Rio Grande do Sul
De Ronde van Rio Grande do Sul (officieel Volta Ciclística Internacional do Rio Grande do Sul), is een voormalige meerdaagse wielerwedstrijd in de staat Rio Grande do Sul, Brazilië. De koers was tussen 2009 en 2016 onderdeel van de UCI America Tour en heeft een classificatie van 2.2. Tot en met 2011 had de koers de naam Ronde van Gravataí en werd de wedstrijd verreden in en rond de stad Gravataí. In 2012 en 2013 werd de wedstrijd niet georganiseerd. In 2014 werd de wedstrijd nieuw leven ingeblazen, onder een andere naam.

## Lijst van winnaars

### Overwinningen per land
| Overwinningen | Land                              |
| ------------- | --------------------------------- |
| 2             | Brazilië                          |
| 1             | Chili, Colombia, Ecuador, Uruguay |